# Sápa hlíznatá

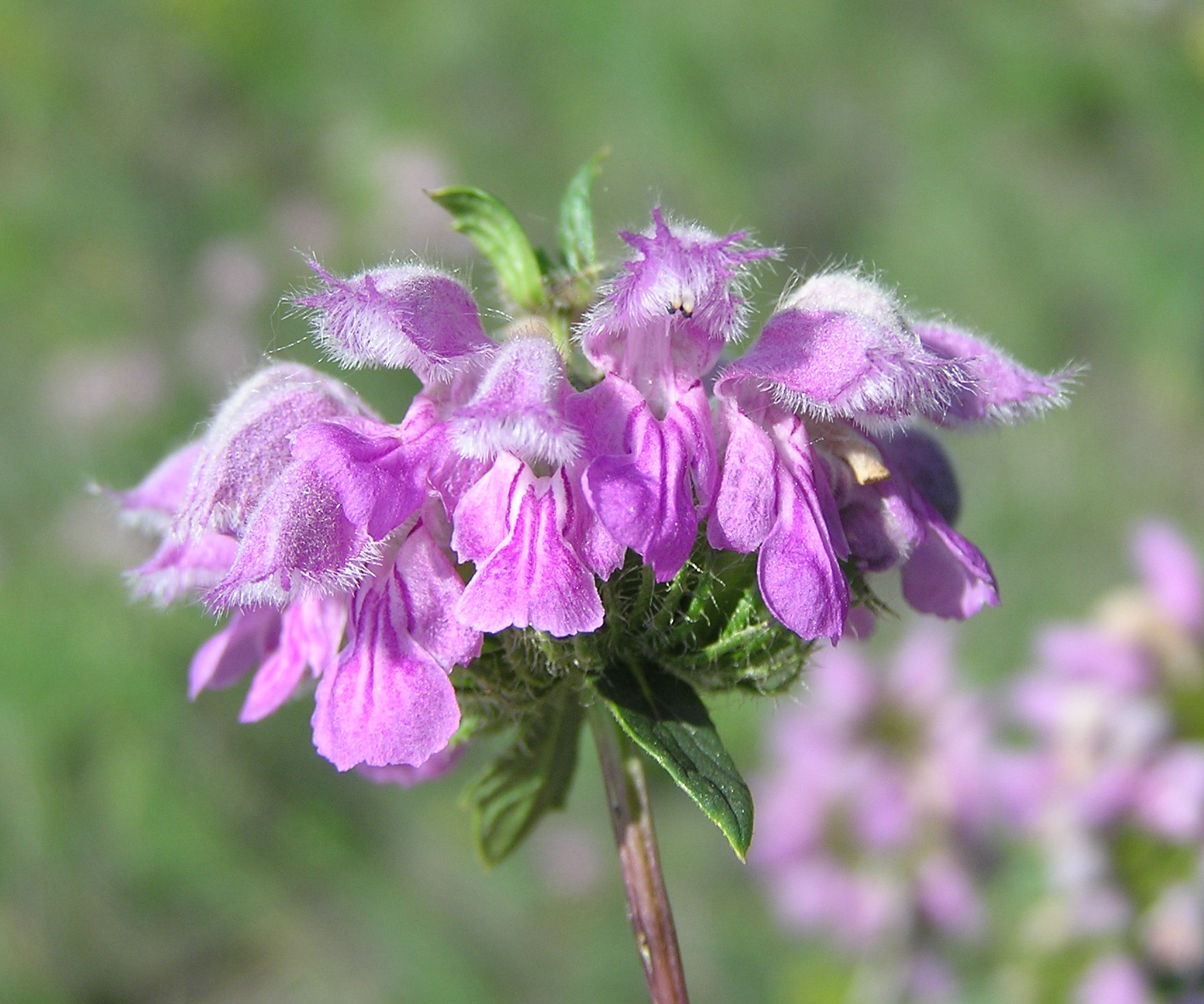
Květenství

Sápa hlíznatá (Phlomis tuberosa) je vyšší, vytrvalá, planě rostoucí rostlina sušších, slunných míst, kvetoucí počátkem léta fialově růžovými květy sestavenými do hustých přeslenů. Patří mezi více než stovku druhů rodu sápa a přitom je jediným druhem rostoucím v České republice. Je původní rostlinou české přírody a z důvodu nízkého stavu vhodných stanovišť i klesajícího počtu kvetoucích jedinců je v "Červeném seznamu cévnatých rostlin České republiky" zařazena mezi silně ohrožené druhy (C2b).

## Rozšíření
Rostlina je v Evropě rozšířena hlavně ve východních oblastech, na západě nejdále roste v Rakousku, v České republice, Maďarsku a na Slovensku, v jižní části Evropy na Balkánském poloostrově a v Turecku. Východním směrem přes Rusko pokračuje až na hranice s Asií, na Kavkaz a Ural.. Odtud její ostrůvkovitý výskyt dále vede před ruskou Sibiř a Střední Asii do severního Mongolska i Číny a pokračuje na ruský Dálný východ.
V Česku, přes které prochází severozápadní hranice areálu, roste v panonském termofytiku na jihu Moravy. Lze ji ojediněle nalézt v Pavlovských vrších, okolí Vyškova, Hustopečí a Bučovic s přesahem až k Moravskému Krumlovu, Východním směrem proniká do stepní oblasti Bílých Karpat.

## Ekologie
Roste obvykle na hlinitých až hlinitopísčitých půdách bohatých živinami, které jsou zásadité a dobře osluněné. Objevuje se nejčastěji na stanovištích s vápnitými jílovci a slínovci, pískovci nebo spraší, převážně na travnatých svazích, suchých loukách a pastvinách, v lesostepích, vinicích a lesních lemech. V české přírodě se vyskytuje převážně jen v planárním stupni. Je hemikryptofyt, který na zimu zatahuje. Ploidie druhu je 2n = 22.

## Popis
Vytrvalá bylina s lodyhou vysokou 60 až 150 cm, vyrůstající z oddenku s kulatými hlízkami až 2 cm velkými. Lodyha je přímá, pevná, obvykle dutá, jednoduchá nebo nahoře větvená a často nachově načervenalá. Má růžici řapíkatých přízemních listů dlouhých až 25 a širokých do 15 cm. Jejich vejčité čepele jsou na bázi srdčité, po obvodě hrubě zubaté, na vrcholu špičaté a oboustranně chlupaté. Protistojné listy porůstající lodyhu jsou vzhledově podobné, pouze horní bývají přisedlé a o poznání menší. Nahoře listy přecházejí v listeny obdobného tvaru.
Oboupohlavné, krátce stopkaté květy bývají v počtu 15 až 40 sestavené do několika hustých, vzájemně oddálených lichopřeslenů vyrůstajících z úžlabí vejčitých, průměrně 5 cm dlouhých listenů. Pravidelný trubkovitý kalich s deseti vyniklými žilkami má pět krátkých cípů. Pyskatá koruna je až 2 cm dlouhá, bývá světle nebo fialově růžová a má korunní trubku dlouhou jako kalich. Její horní pysk je přílbovitě klenutý a po okraji zubatý, dolní pysk je tmavě tečkovaný, třílaločný a střední okrouhlý lalok je největší, oba pysky jsou plstnatě chlupaté. V květu jsou čtyři nestejně dlouhé, dvoumužné tyčinky s prašníky. Kvetou od června do srpna, opylovány jsou hmyzem.
Plody jsou jehlanovité, asi 5 mm dlouhé, tmavohnědé tvrdky. Byliny se mohou rozmnožovat výsevem snadno vzcházejících tvrdek (semenáče se prvým rokem pěstují ve skleníku), nebo jarním rozdělením hlízek.

## Význam
Sápa hlíznatá bývá někdy pěstovaná jako okrasná, nenáročná, dlouhověká květina a bývá vysazována po okrajích souvislého porostu dřevin, na volné a zatravněné plochy, či přímo do okrasných záhonů.

## Galerie

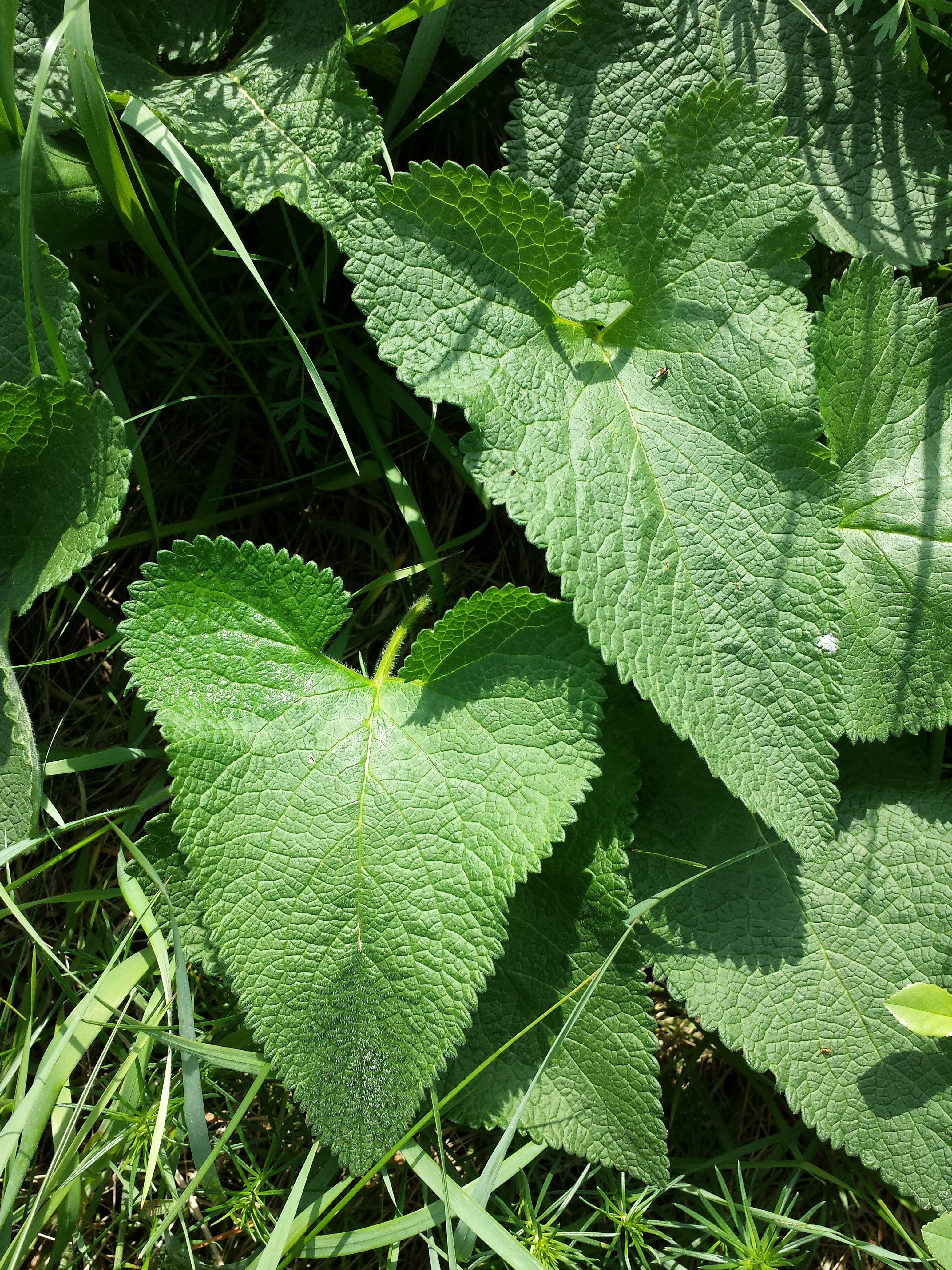
Listy
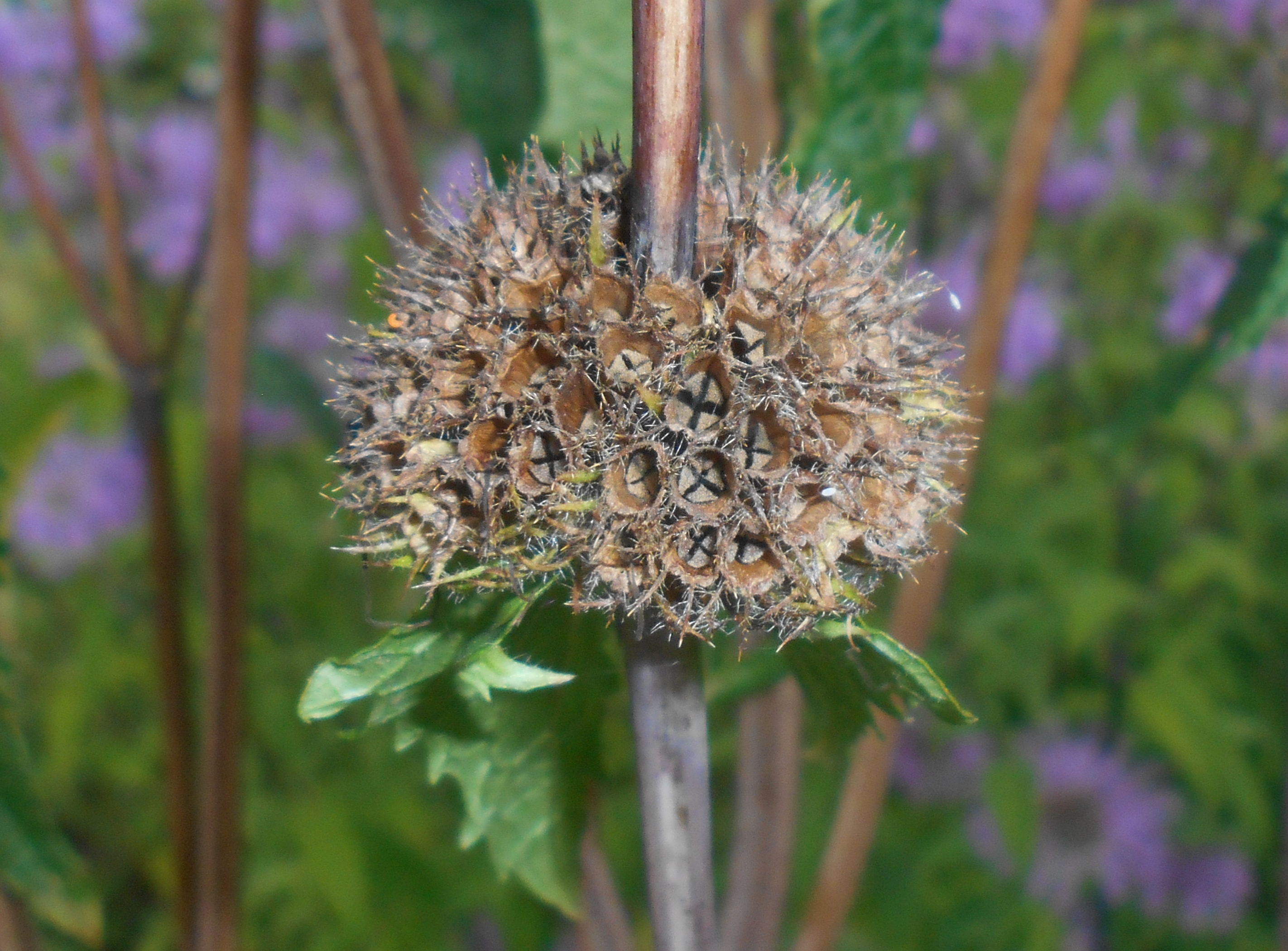
Vypadávající tvrdky
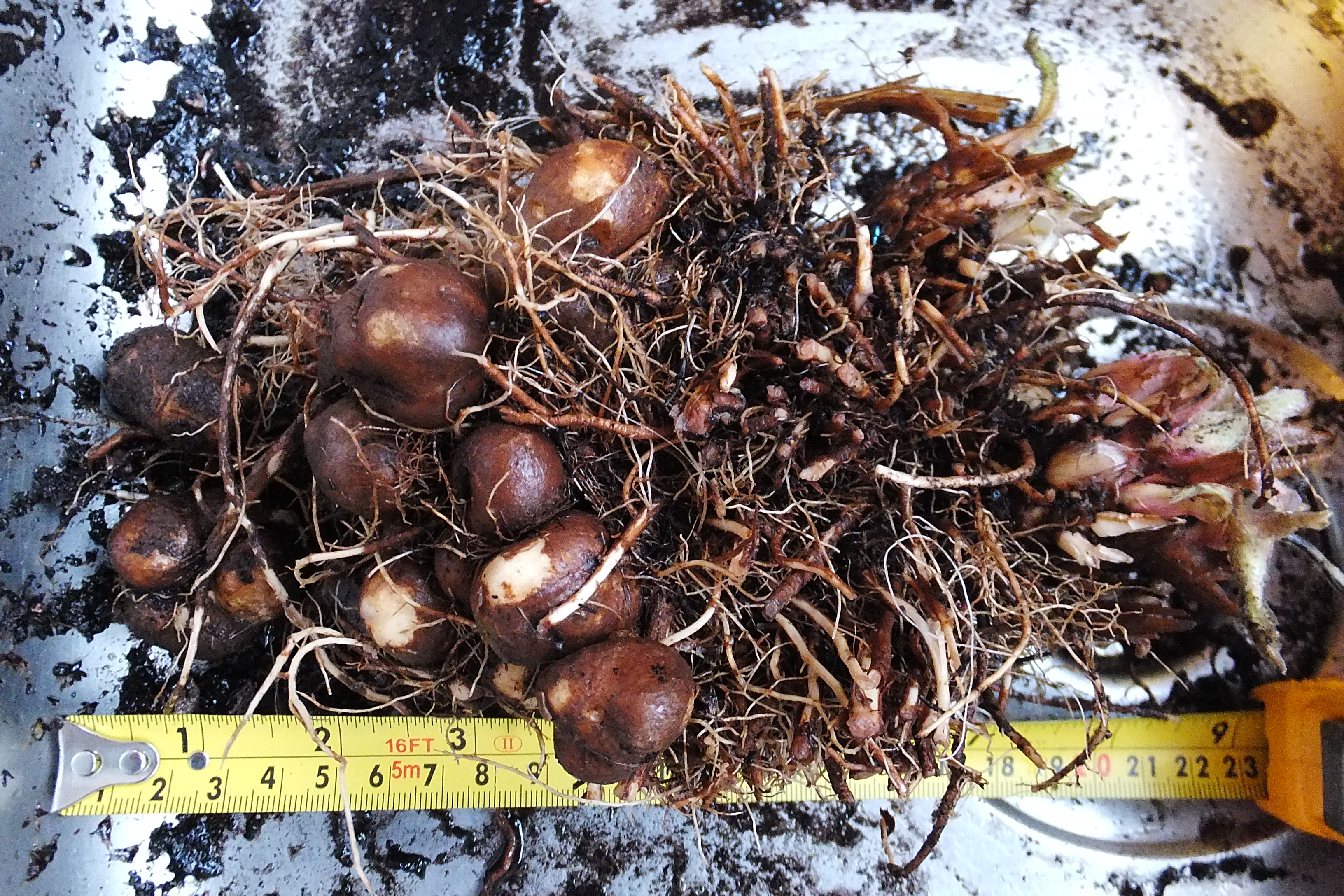
Hlízky
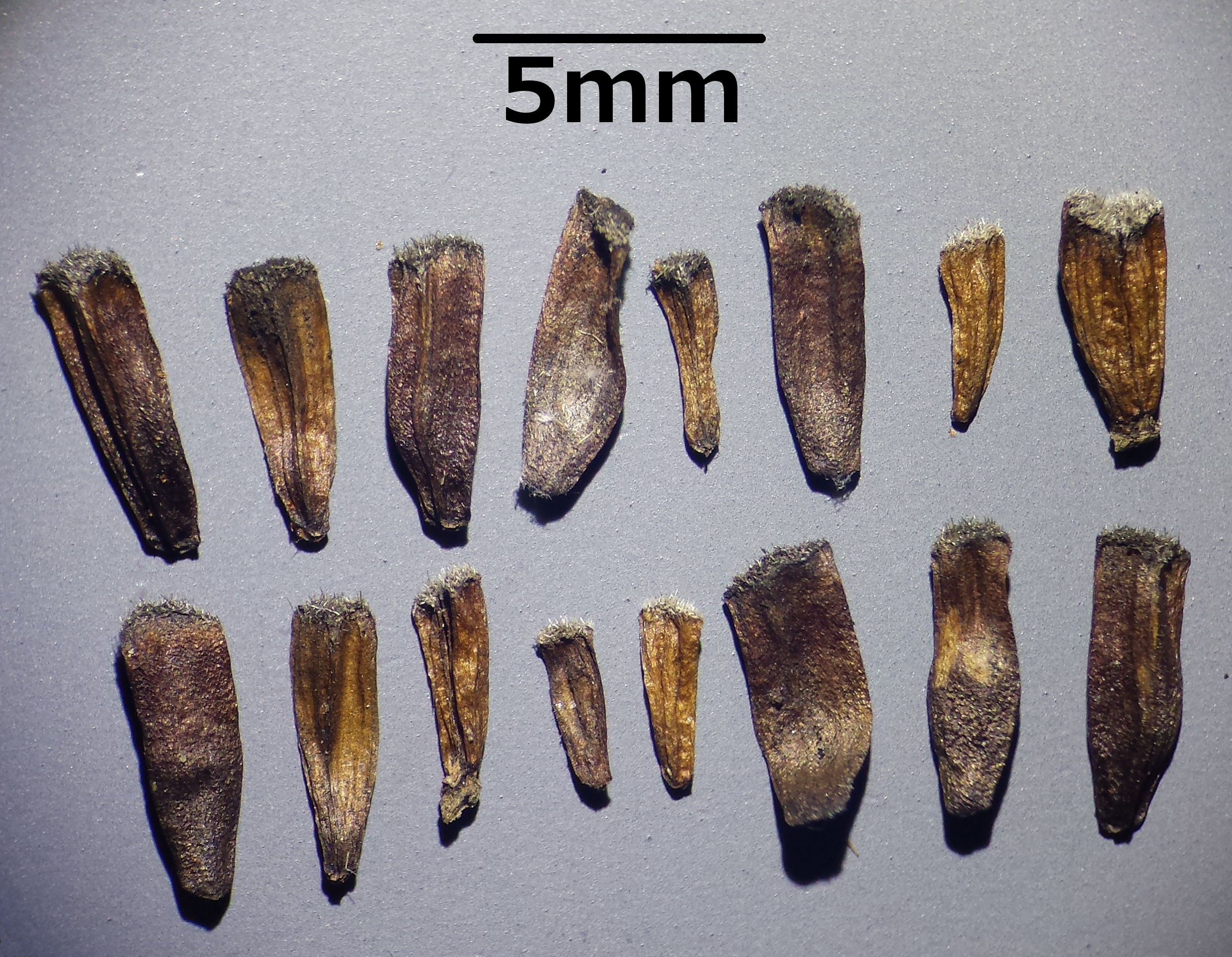
Tvrdky